# كاثلين فايس
كاثلين فايس (بالألمانية: Kathleen Weiß)‏ (و. 1984  م) هي لاعبة كرة طائرة ألمانية، ولدت في شفيرين، مركز لعبها هو ممررة.

## روابط خارجية
- كاثلين فايس على موقع الاتحاد الأوروبي (الإنجليزية)
- كاثلين فايس على موقع دوري الدرجة الأولى الإيطالي للكرة الطائرة - سيدات (الإيطالية)
- كاثلين فايس على موقع اللجنة الأولمبية الألمانية (الألمانية)